# Хигаси-Ринкан
Станция Хигаси-Ринкан (яп. 東林間駅 хигаси ринкан эки) — железнодорожная станция на линиях Одавара и Эносима, расположенная в городе Сагамихара префектуры Канагава.
Станция расположена в 33,8 километра от конечной станции линий Одакю — Синдзюку. Станция была открыта 1-го апреля 1929 года под названием Хагаси-Ринкатоси (яп. 東林間都市駅 хигаси ринкан тоси эки). Своё нынешнее название получила 15-го октября 1941 года. Здание станции было перестроено в 1982 году.

## Планировка станции
2 пути и 2 платформы бокового типа.
| 1 | ■ Линия Эносима | Фудзисава, Катасэ-Эносима |
| 2 | ■ Линия Эносима | Сагами-Оно, Синдзюку      |

## Близлежащие станции
| «             |               | Линия         |               | »             |
| Линия Эносима | Линия Эносима | Линия Эносима | Линия Эносима | Линия Эносима |
| ------------- | ------------- | ------------- | ------------- | ------------- |
| Сагами-Оно    |               | Local         |               | Тюо-Ринкан    |